# Hamaxitos
Hamaxitos (Grec ancien : Ἁμαξιτός Hamaxitos) était une cité grecque ancienne située au sud ouest de la région de Troade en Anatolie. Elle était considérée comme étant à la frontière entre Troade et Éolide. Ces environs s'appelaient en grec Ἁμαξιτία (Hamaxitia), et comprenaient le temple d'Apolon Smintheus, le desert de sel de Tragasai et la rivière Satnioeis river (nom moderne Tuzla Çay). La cité a été localisée sur un promontoire du nom de Beşiktepe près du village de Gülpınar (anciennement Külâhlı) dans le district Ayvacık de la province de Çanakkale en Turquie.

## Galerie

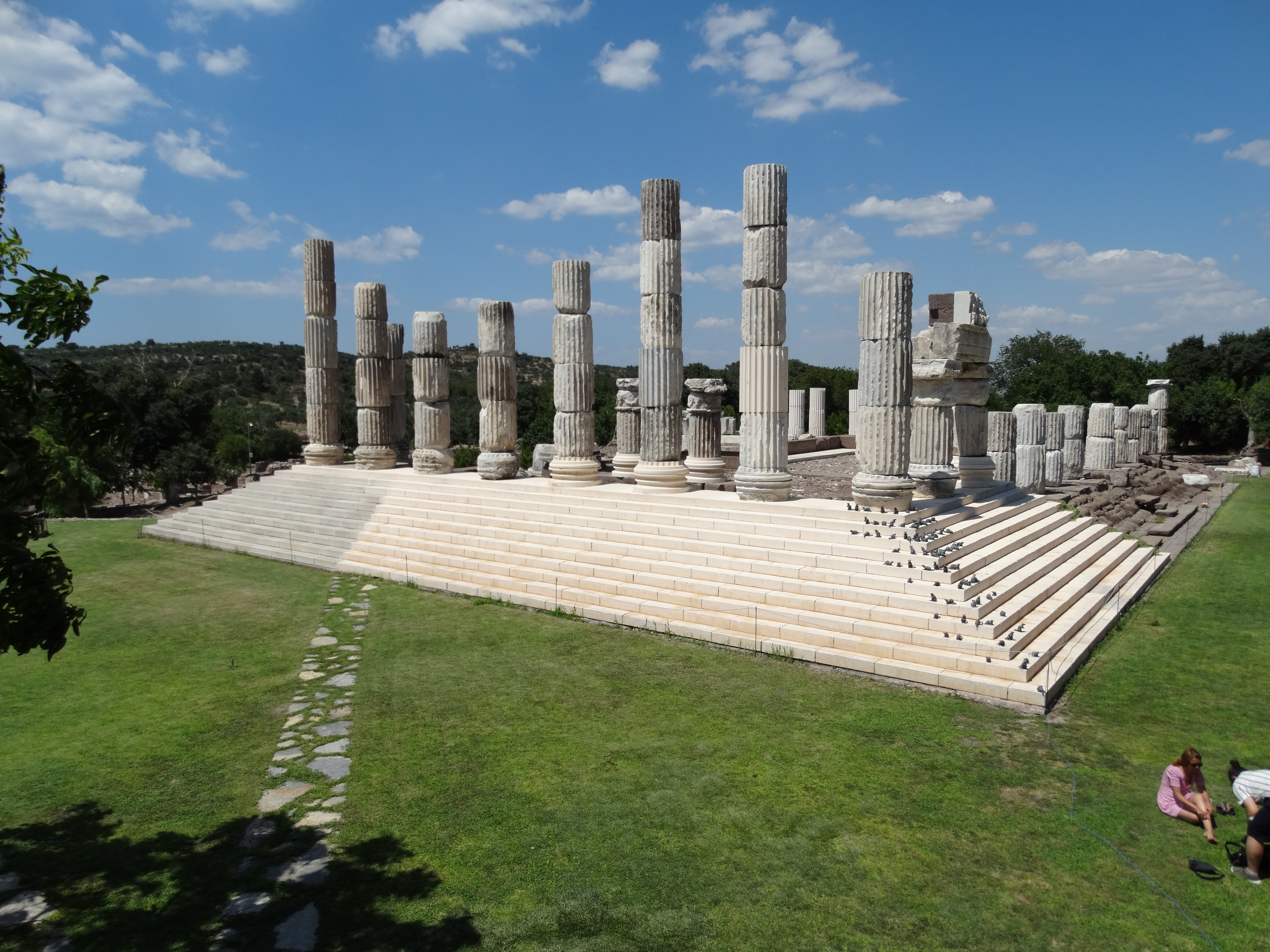
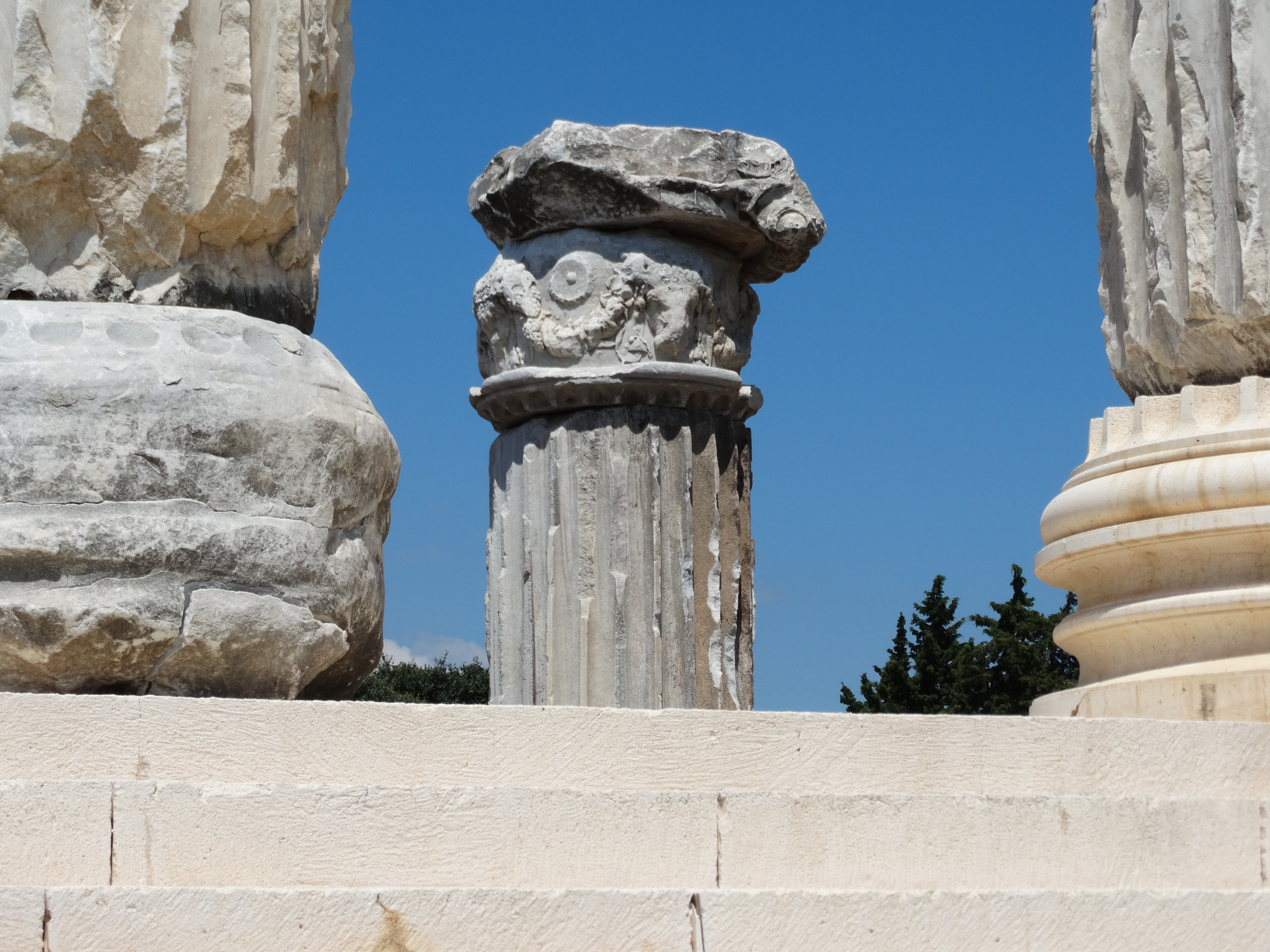
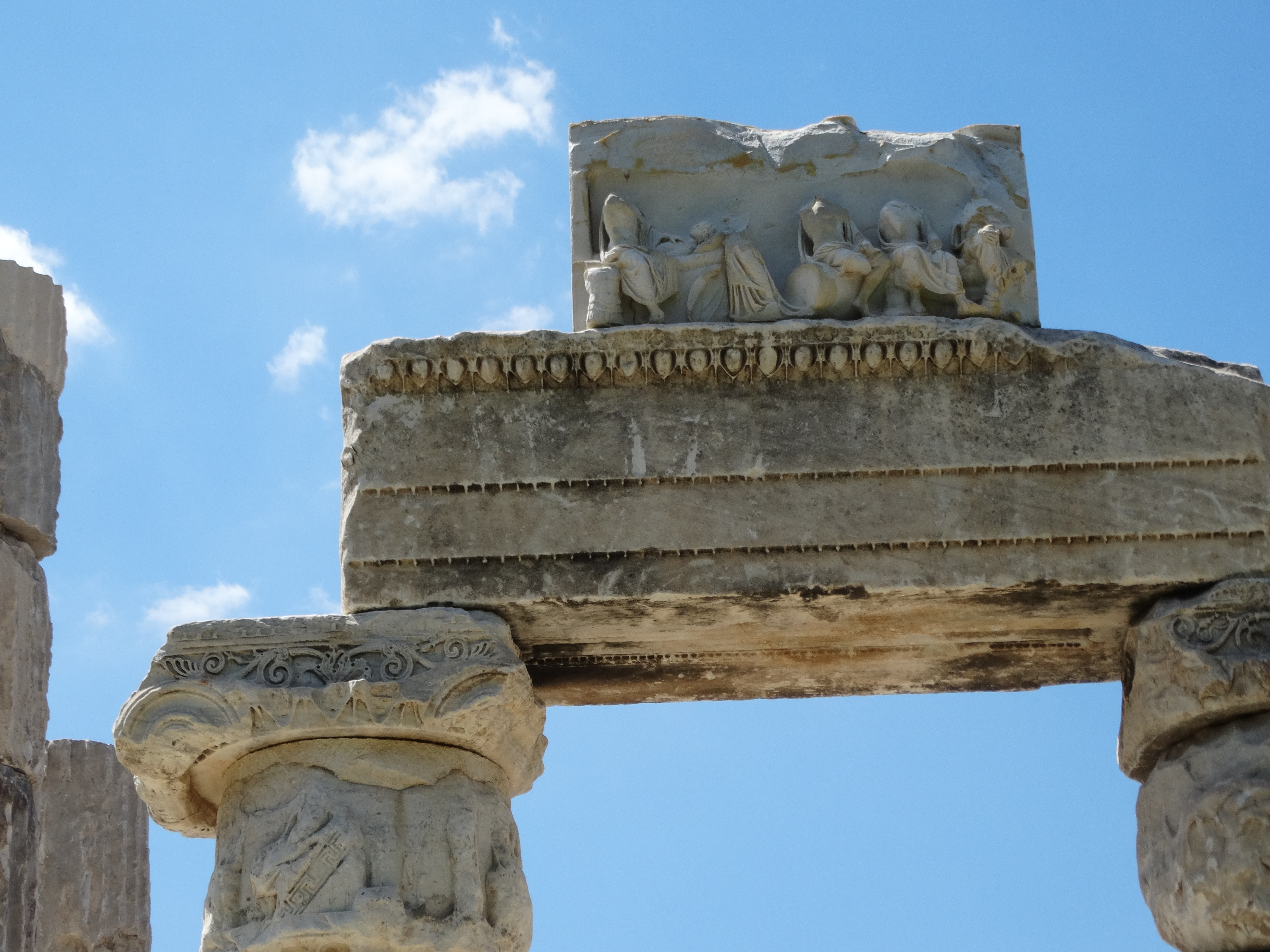
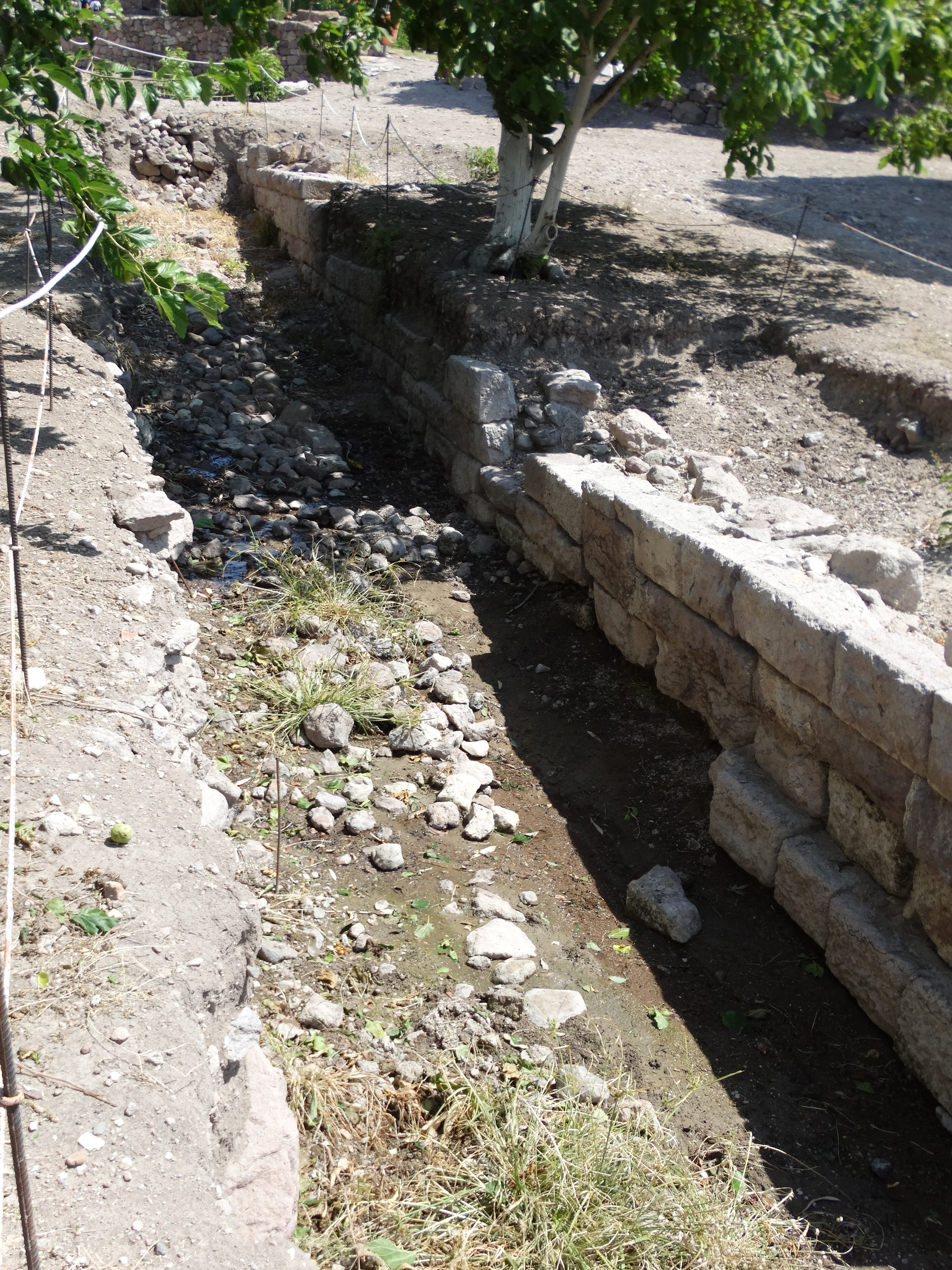
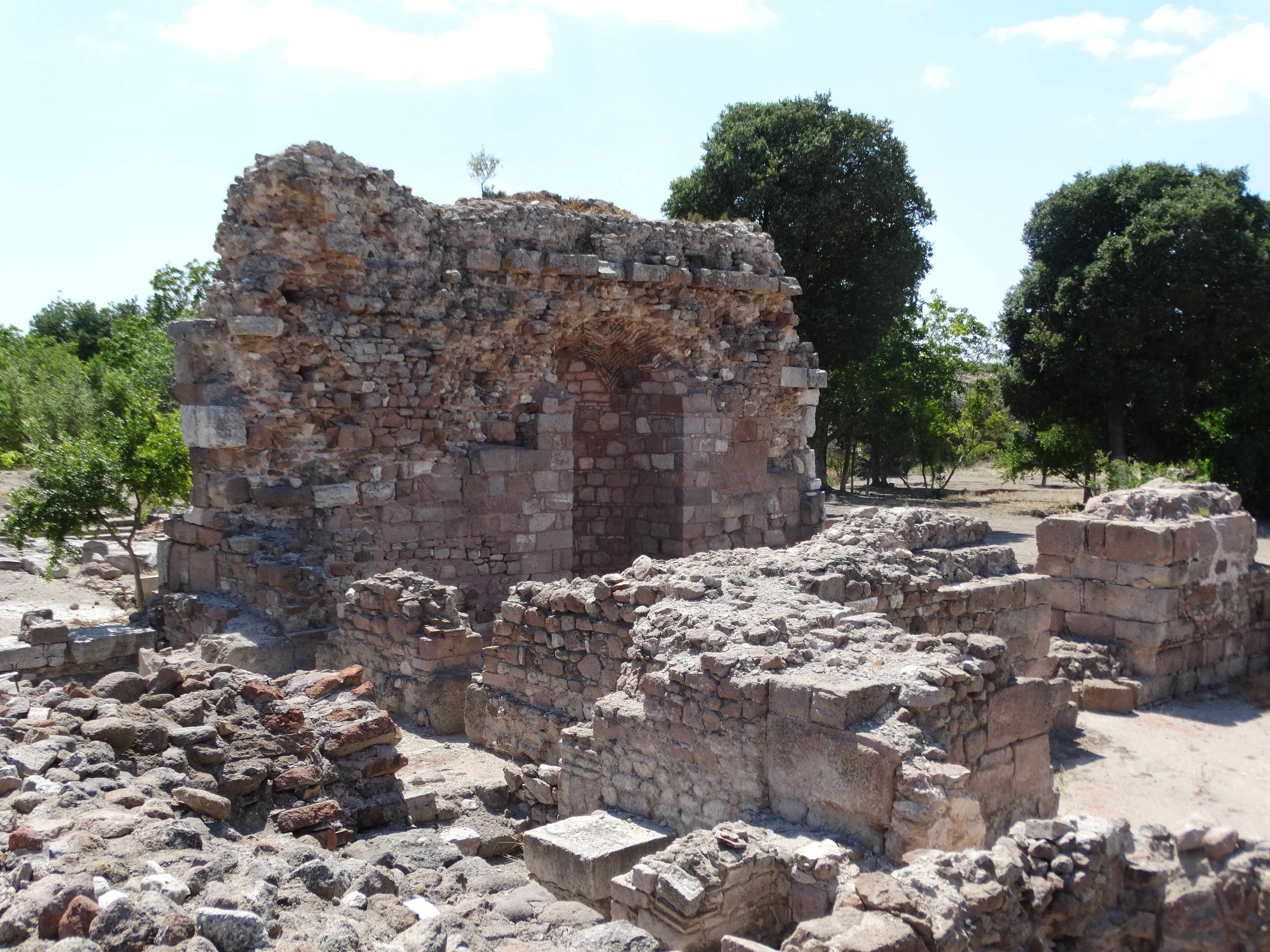
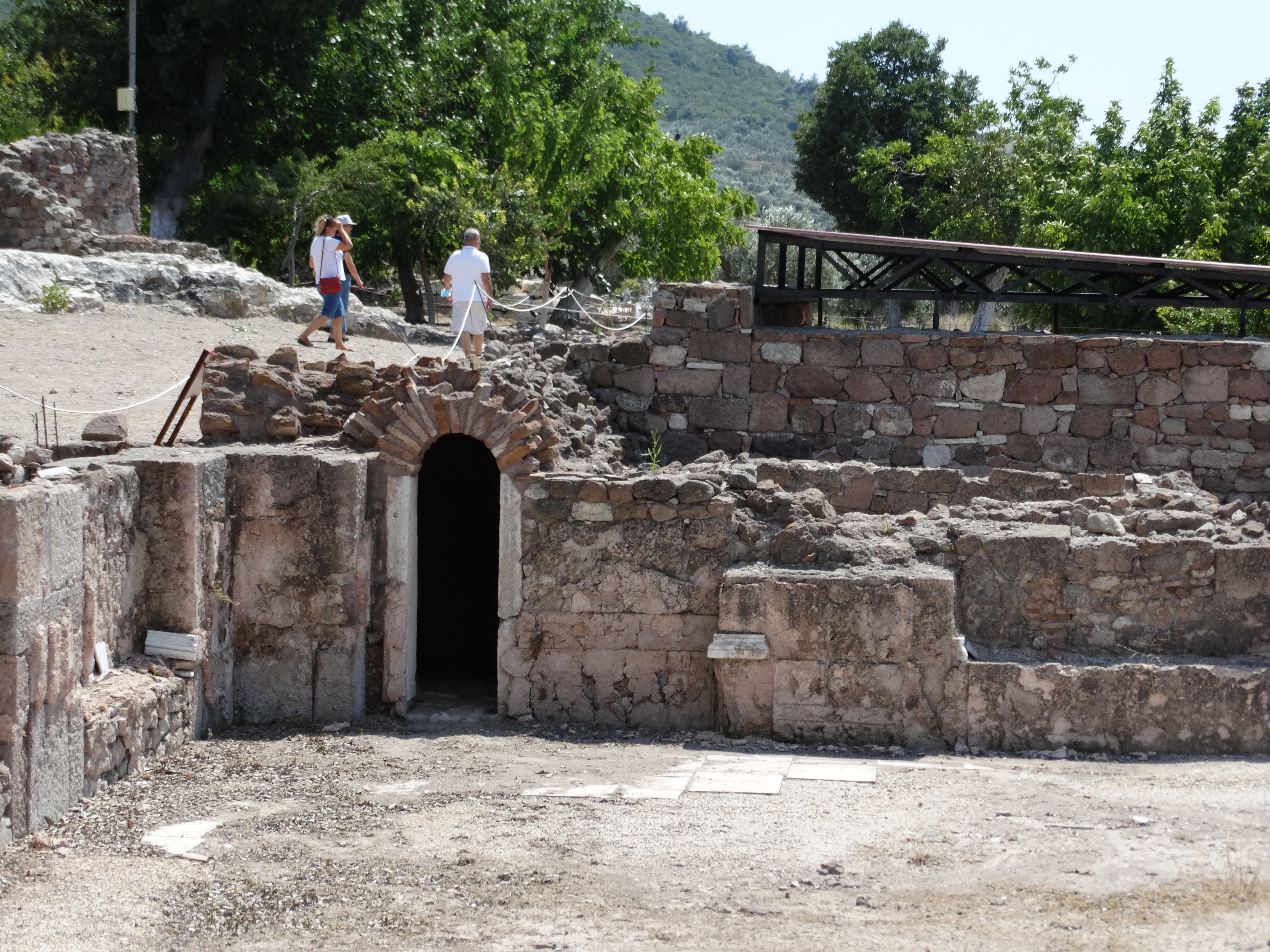
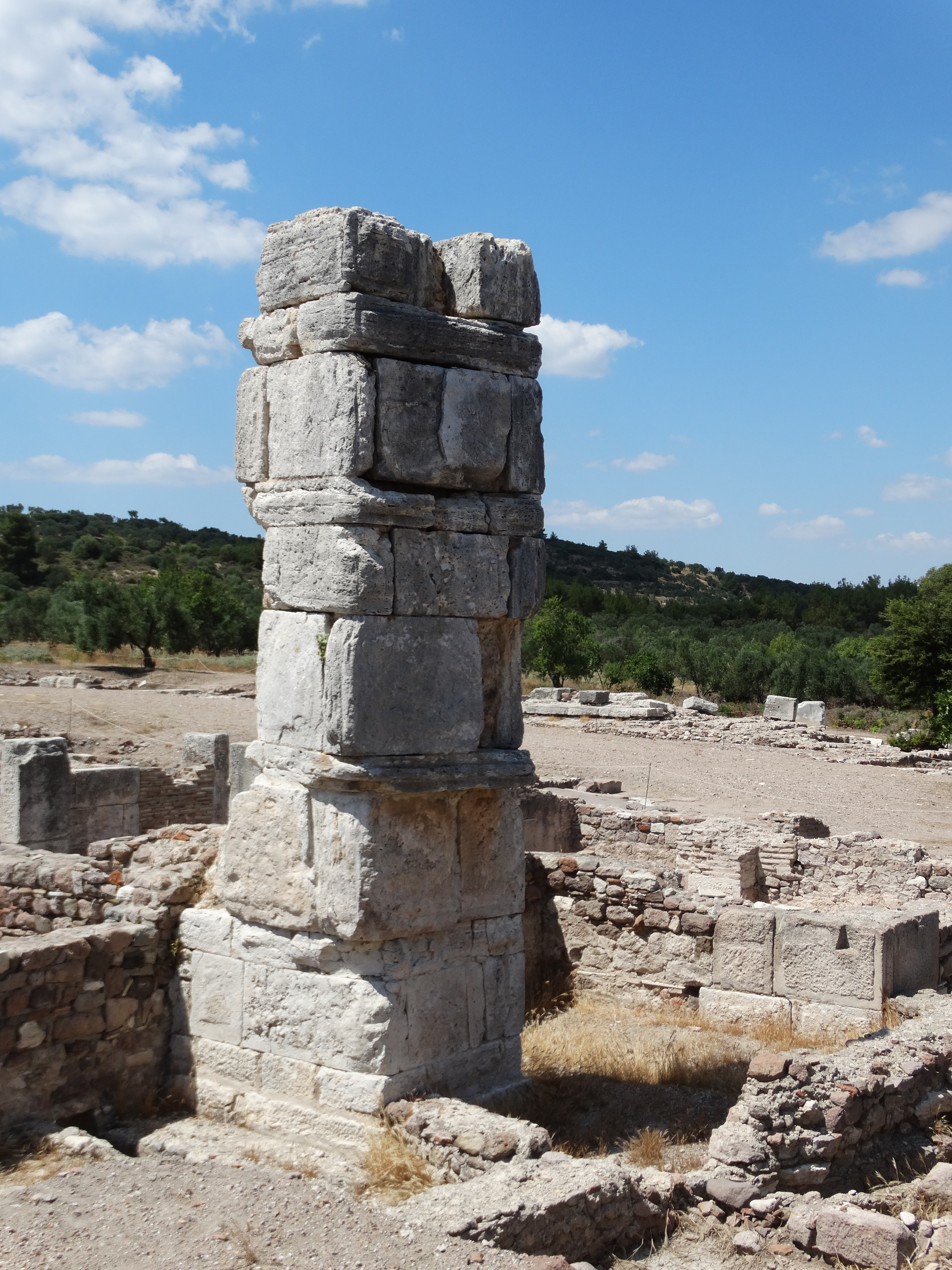
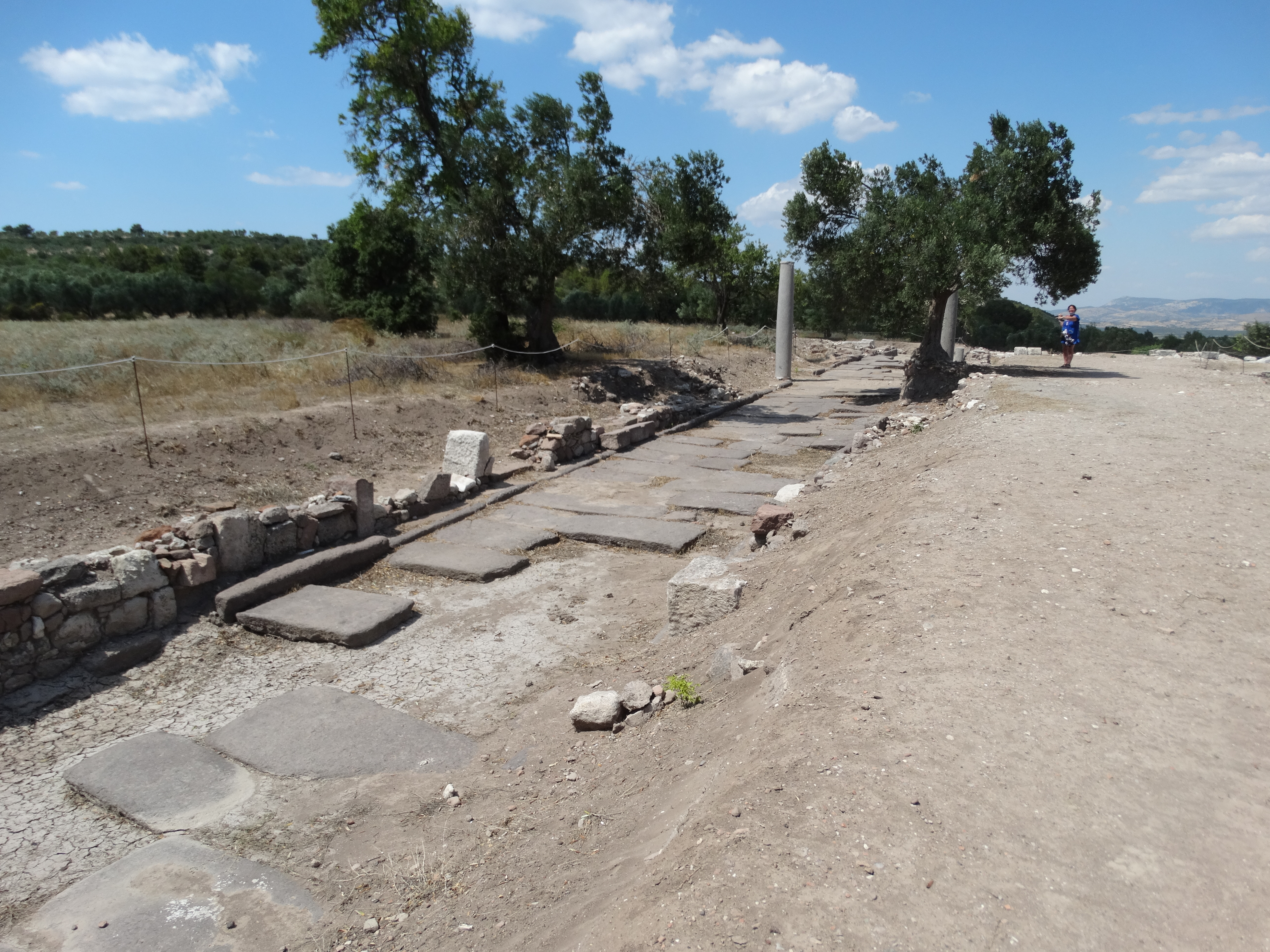